# Алистратска пещера
Алистратската пещера (на гръцки: Σπήλαιο της Αλιστράτης) е пещера в местността Петрото, на 6 километра югоизточно от село Алистрат, Гърция, дем Зиляхово (Неа Зихни), област Централна Македония. Южно от пещерата и селото е разположен величественият пролом на река Драматица (Ангитис) Ташлък. Пещерата и проломът са туристическа дестинация.

## Общи сведения
Пещерата е една от най-големите в Европа. Богатата пещерна украса, както и едрите и различно оцветени сталактити и сталагмити със забележителни форми оставят дълбоки впечатления у посетителите. Хеликтите са редки форми, които са създадени при специфични условия, като показват растеж в различни направления. Съществена забележителност на пещерата, която я прави уникална за Гърция са големите размери и богатството от форми на хеликтитите. Във вътрешността на пещерата се срещат още синтрови езерца, корали и драперии. Цветът на пещерните образувания е в зависимост от геоложкия строеж на скалите и наличието на различни химични микроелементи.
Между микроорганизмите в нея са уникалните микроскопични животинки (с размери 3 mm), които я обитават, между които Alistratia Beroni, уникален подземен обитател. Дължината на благоустроената част е около 3000 m. Площта, заделена за туристическия обект е 25 000 m2. Пещерата е част от подземната система на река Драматица, заедно с други четири пещери, между които и забележителната пещера при изворите на Драматица – Маарата. Възрастта ѝ се определя на около на 2 млн. години.
На късо разстояние от изкуствения вход на пещерата се намира проломът на река Драматица Ташлък.

## Геоложки строеж
В геотектонско отношение районът на Алистратската пещера се отнася към метаморфния масив на Родопите, който се разглежда като най-старата континентална зона от метаморфното древно ядро с палеозойска и мезозойска възраст.
Поради метаморфизма и интензивните тектонски движения геоложкото датиране е силно затруднено и липсва утвърдена подробна класификация. Като цяло пластовете на Родпския масив имат дебелина над 12000 м и се разделят на три големи групи пластове.
Най-горната група е формирана от гнайси, по-надолу от мрамори, а следващата по дълбочина се формира от гнайси. Традиционно се счита, че алпийското нагъване е засегнало Родопския масив при едновременно нагъване на гранитите с мезозойска и кайнозойска възраст.
В метаморфния процес на скалите на Родопския масив са участвали наслаги с кайнозойска възраст, които са били с вътрешноконтинентален басейнов произход. Такъв басейн е установен източно от Драма, както и западно от Сяр. В района на Алистратската пещера са установени само мраморни пластове от Родопския масив, които в по-голямата си част са раздробени, няма ясно формирани пластове, като преобладават предимно слоеве с кайнозойска възраст. Подземният карст в района на Алистрат е силно разпространен и с голяма площ.
Може да се предположи, че целият район на Петрота е осеян с големи и с малки пещери. Ако масивът бъде проучен подробно, не е изключено да се установи и връзка между тях.

## Климатични условия
Поради незначителната дебелина на пластовете над пещерата (10-30 метра), както и малкия брой странични отвори, през зимата температурите в пещерата са относително високи (15-17 С), а поради намалената циркулация на въздуха там тя се запазва постоянна. Освен това поради намалената вентилация и увеличената влажност през зимата, през пролетта влажността в пещерата е твърде висока (относителна влажност 95-105 %), като колебанията ѝ през годината са незначителни. Съдържанието на въглероден двуокис в пещерата е средно около 600 ppm (0,06 %). Сравнително високата му стойност е следствие от малката дебелина на пластовете и интензивното образуване на сталактити. След проучването на климатичните условия в пещерата е установена, че те са твърде специфични. Температурата в пещерата се колебае от 17 до 20 С (зима-лято). За образуването на 2 милиметра от един сталактит са необходими 100 години. Австрийският лекар Зееман, който е изследвал пещерата, заявява, че последните скали са се срутили в пещерата преди около 700 000 години.

## Животински свят
Екосистемата на пещерата предизвиква значителен биоложки интерес, поради своето богатство, нетипичния брой прилепи, които я обитават, като сред пещерната фауна се срещат ендемични видове, което е основание за провежданите биоспелеоложки проучвания.
Пещерата притежава богата фауна, като основната част от нея са описани от учени от зоологическия филиал на Природонаучния музей във Виена и от Критския университет.
Общо са установени 36 вида организми и микроорганизми. Пещерата се обитава от шест вида прилепи, но техният брой непрекъснато намалява. Все пак десетки хиляди прилепи намират подслон тук през зимните месеци поради високите температури в пещерата.
Други бозайници, които обитават околността са: заекът, различни дребни гризачи, лисицата, норката.

## Скални рисунки
При проучвания през юни 1977 година в каньона Ташлък, както и в Алистратската пещера и три съседни пещери, са открити праисторически скални рисунки. Скалните рисунки и надписи са от различни периоди. Има изображения на животни, хора, ездачи и абстрактни форми. По оборудването на конете и ездачите експертите заключават, че по-младите рисунки са от 6-V век пр.н.е.